# Annascaul
Annascaul oder Anascaul (irisch Abhainn an Scáil) ist ein kleiner Ort mit 291 Einwohnern (Stand 2022) auf der Dingle-Halbinsel im Südwesten Irlands. Durch Annascaul führt der Fernwanderweg Dingle Way.

## Geographie
Annascaul liegt im County Kerry, etwa 17 Kilometer östlich des Ortes Dingle und etwa 33 Kilometer westlich von Tralee, der Hauptstadt Kerrys. Es befindet sich an den südlichen Ausläufern des Gebirgszuges Sliabh Mis in unmittelbarer Nähe des Sees Annascaul Lake. Durch den Ort fließt der Owenascaul River, der den Annascaul Lake entwässert und unterhalb des Ortes in die Dingle Bay mündet.
Annascaul ist durch die Nationalstraße 86 an das regionale Verkehrsnetz angebunden. Mehrmals täglich hält ein Bus der Busgesellschaft Bus Éireann in Annascaul. Dieser Bus verkehrt zwischen Dingle und Tralee.

## Söhne und Töchter der Stadt
- Tom Crean (1877–1938), Polarforscher
- Jerome Connor (1874–1934), Bildhauer